# Bron (série télévisée)
Pour les articles homonymes, voir Bron (homonymie) et Bridge (homonymie).
Bron (ou Broen en danois), ou Le Pont au Québec, ou encore The Bridge à l'international, est une série télévisée suédo-danoise en 38 épisodes de 58 minutes créée par Hans Rosenfeldt et diffusée entre le 21 septembre 2011 et le 18 février 2018 sur SVT1, et à partir du 28 septembre 2011 sur DR1.
En France, la série est diffusée depuis le 6 janvier 2014 sur Canal+ Séries, au Québec, depuis le 22 mai 2014 sur ARTV et en Suisse depuis le 27 juin 2014 sur RTS Un.

## Synopsis

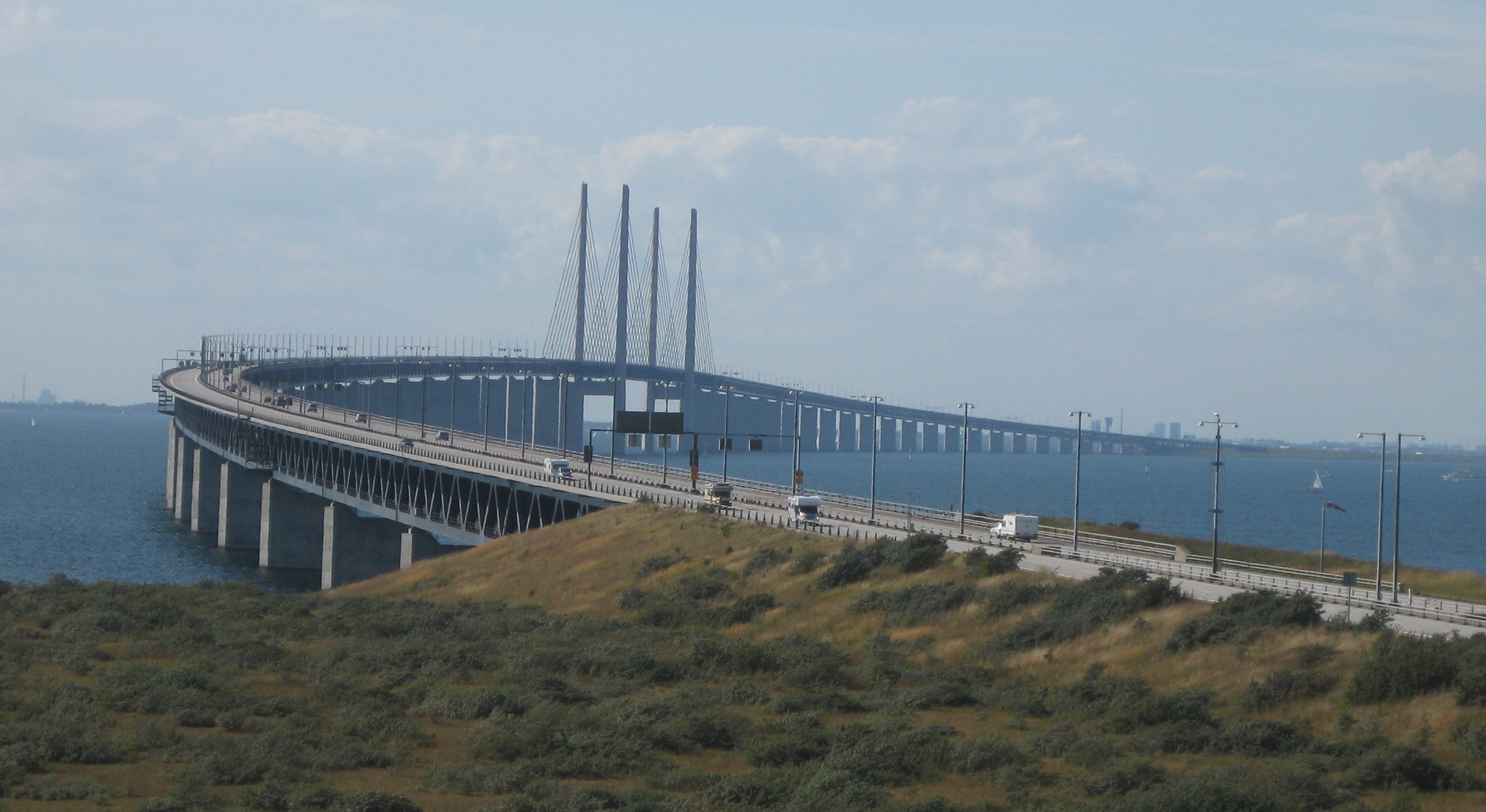
Pont de l'Øresund vu depuis la Suède.

Des crimes, dont les victimes sont des ressortissants suédois et danois, ont lieu aux alentours du pont de l'Øresund, reliant Copenhague (Danemark) et Malmö (Suède). De ce fait, les forces de police des deux pays sont amenées à collaborer. Saga Norén pour la police suédoise et Martin Rohde pour la police danoise forment une équipe binationale chargée de l'enquête.

## Distribution

### Acteurs principaux
- Sofia Helin (VFB : Nathalie Hugo) : Saga Norén, police criminelle de Malmö
- Kim Bodnia (VFB : Benoit Van Dorslaer) : Martin Rohde (saisons 1 et 2), policier danois
- Thure Lindhardt (VFB : Nicolas Matthys) : Henrik Sabroe (saisons 3 et 4), policier danois
- Dag Malmberg (VFB : Erwin Grunspan) : Hans Petterson (saisons 1 à 3), commissaire de police suédois
- Puk Scharbau : Mette Rohde (saisons 1 et 2), femme de Martin
- Lars Simonsen (VFB : Olivier Cuvellier) : Jens Hansen/Sebastian Sandstrod (saisons 1 et 2)
- Rafael Pettersson : John Lundqvist, expert informatique pour la police de Malmö
- Sarah Boberg : Lillian Larsen, commissaire de police danoise
- Henrik Lundström : Rasmus Larsson, policier suédois
- Gabriel Flores Jair : médecin légiste à Malmö

### Acteurs saison 1
- Emil Birk Hartmann : August Rohde, le fils ainé de Martin Rohde
- Christian Hillborg : Daniel Ferbé, journaliste à Malmö
- Dietrich Hollinderbäumer : Göran Söringer, promoteur immobilier
- Ellen Hillingsø : Charlotte Söringer, sa femme
- Magnus Krepper : Stefan Lindberg, travailleur social à Malmö
- Maria Sundbom : Sonja Lindberg, sa sœur
- Kristian Lima de Faria : Åke, journaliste collègue de Daniel
- Said Legue : Navid, policier suédois
- Annette Lindbäck : Gry, policière suédoise
- Fanny Ketter : Anja Björk
- Ole Boisen : Henning Tholstrup, policier danois
- Yaba Holst : la chef de Daniel

### Acteurs saison 2
- Johan Hedenberg : Axel Mössberg
- Vickie Bak Laursen : Pernille Lindegaard, policière danoise
- Tova Magnusson : Viktoria Nordgren, propriétaire de la société Medisonus
- Sven Ahlström : Oliver Nordgren, le frère de Viktoria
- Camilla Bendix : Gertrud Kofoed, la femme d'Oliver, directrice scientifique à Medisonus
- Fredrik Hiller : Marcus Stenberg, armateur
- Julia Ragnarsson : Laura
- Daniel Adolfsson : Jacob Sandberg, le compagnon de Saga Norén
- Lotte Munk : Caroline Brandstrup-Julin, organisatrice du sommet Européen
- Lotte Merete Andersen : Bodil Brandstrup, la sœur de Caroline
- Peter Christoffersen : Julian Madsen, propriétaire de Copenhagen IT Consulting
- Julie Wright : Anna-Dea
- Moritz Lützhøft : Alexander, le mari de Caroline
- Michael Moritzen : Niels
- Dar Salim : Peter Thaulow
- Alexander Öhrstrand : Niklas
- Claes Bang : Claus Damgaard, alias Claudio
- Stephanie Leon : Mathilde
- Jakob Oftebro : Mads Nielsen
- Ronja Svedmark : Kattis

### Acteurs saison 3
- Kirsten Olesen : Hanne Thomsen, policière danoise (épisode 1)
- Maria Kulle : Linn Björkman, commissaire de la Police de Malmö (épisodes 2 à 10; S4E1-3;7)
- Katrine Greis-Rosenthal : Alice Sabroe, la femme d'Henrik Sabroe (épisodes 1 à 6)
- Sonja Richter : Lise Friis Andersen, vlogger politique (épisodes 1 à 4)
- Olaf Johannessen : Lars Andersen, le mari de Lise Andersen (épisodes 1 à 4, 6 et 7)
- Anton Lundqvist : Rikard (épisodes 1 à 4)
- Asbjørn Krogh Nissen : Morten (épisodes 1 à 3; 9)
- Boris Glibusic : Aleksander (épisodes 1 à 3)
- Per Lasson : Johnny (épisodes 1 et 2)
- Nicolas Bro : Freddie Holst, homme d'affaires et collectionneur d'art danois
- Reuben Sallmander : Claes Sandberg, coach de vie
- Louise Peterhoff : Annika Melander, entrepreneur de pompes funèbres
- Adam Pålsson : Emil Larsson, guide à la galerie d'art
- Sarah-Sofie Boussnina : Jeanette, jeune femme enceinte
- Anna Björk : Åsa, la femme de Freddie
- Christopher Læssø : Lukas
- Michael Slebsager : Marc
- Melinda Kinnaman : Anna
- Ida Engvoll : Tina
- Camilla Bendix : Gertrud
- Ann Petrén : Marie-Louise Norén, la mère de Saga (épisodes 1 à 3, 5 et 6)

### Acteurs saison 4
- Mikael Birkkjær : Jonas, policier danois
- Julie Carlsen : Barbara
- Anders Mossling : Frank Wahlberg
- Fanny Leander Bornedal : Julia
- Iris Mealor Olsen : Ida
- Pontus T. Pagler : Richard & Patrik les jumeaux clown/journaliste
- Erik Lönngren : Christoffer
- Alexander Behrang Keshtkar : Taariq Shirazi, réfugié iranien
- Lisa Linnertorp : Sofie
- Lars Ranthe : Dan Brolund
- Leonard Terfelt : William
- Selma Modéer Wiking : Astrid
- Michalis Koutsogiannakis : Theo
- Thomas W. Gabrielsson : Niels
- Jesper Hyldegaard : Silas Tuxen
- Sandra Sencindiver : Susanne Winter, l'assistante des Thormond
- Elliott Crosset Hove : Kevin, jeune handicapé
- Lena Strömdahl : Harriet
- Michael Asmussen : Klaus
- Patricia Schumann : Nicole
- Johannes Bah Kuhnke : Morgan Sonning
- Ina-Maria Rosenbaum : Solveig

Studio de doublage : C You Soon
Direction artistique : Bruno Buidin
Adaptation des dialogues : Dominique Vandeville (saisons 1 et 2), puis Isabelle Legros (saisons 3 et 4)

## Épisodes

### Première saison (2011): Bron | Broen

#### Synopsis
Le corps d'une femme est retrouvé coupé en deux à la frontière suédo-danoise sur le pont de l'Øresund, mais le buste est celui d'une femme politique suédoise tandis que les jambes sont celles d'une prostituée danoise. L'enquête nécessite donc la collaboration entre les polices danoise, représentée par Martin Rohde, et suédoise, représentée par Saga Norén.

#### Liste des épisodes
La première saison de 10 épisodes a été diffusée du 21 septembre au 23 novembre 2011 et a connu une audience moyenne de 900 000 téléspectateurs par épisode sur la SVT et de 750 000 téléspectateurs sur la DR.
1. Épisode 1 (Avsnitt 1) ;
2. Épisode 2 (Avsnitt 2) ;
3. Épisode 3 (Avsnitt 3) ;
4. Épisode 4 (Avsnitt 4) ;
5. Épisode 5 (Avsnitt 5) ;
6. Épisode 6 (Avsnitt 6) ;
7. Épisode 7 (Avsnitt 7) ;
8. Épisode 8 (Avsnitt 8) ;
9. Épisode 9 (Avsnitt 9) ;
10. Épisode 10 (Avsnitt 10).

### Deuxième saison (2013): Bron || Broen

#### Synopsis
Après qu'un cargo volé s'est échoué contre une pile du pont de l'Øresund, on le découvre vide de tout équipage sauf cinq jeunes enchaînés dans la cale. Ces jeunes, trois Suédois et deux Danoises, ont été enlevés et il s'avère qu'ils ont été volontairement infectés par une forme de peste pulmonaire. Les inspecteurs Rohde et Norén doivent de nouveau travailler ensemble mais leurs situations ont bien changé durant les treize derniers mois.

#### Liste des épisodes
La deuxième saison de 10 épisodes a été diffusée du 22 septembre au 24 novembre 2013 et a connu une audience moyenne de 1,2 million de téléspectateurs sur la SVT et de 950 000 téléspectateurs sur la DR.
1. Épisode 1 (Avsnitt 1) ;
2. Épisode 2 (Avsnitt 2) ;
3. Épisode 3 (Avsnitt 3) ;
4. Épisode 4 (Avsnitt 4) ;
5. Épisode 5 (Avsnitt 5) ;
6. Épisode 6 (Avsnitt 6) ;
7. Épisode 7 (Avsnitt 7) ;
8. Épisode 8 (Avsnitt 8) ;
9. Épisode 9 (Avsnitt 9) ;
10. Épisode 10 (Avsnitt 10).

### Troisième saison (2015): Bron ||| Broen
La troisième saison, toujours de dix épisodes, est diffusée de manière quasiment simultanée dans les pays nordiques : depuis le 27 septembre 2015 sur DR1 (Danemark), SVT1 (Suède) et YLE TV1 (Finlande) et dès le lendemain, 28 septembre, sur NRK1 (Norvège) et RUV (Islande). Kim Bodnia a décidé de ne pas revenir dans cette troisième saison. Dans cette saison, Henrik surnomme Saga « Wiki ».

#### Épisode / Afsnit / Avsnitt 1
Une Danoise est retrouvée morte dans une mise en scène très macabre dans un immeuble en construction à Malmö. L'inspectrice Norén va de nouveau enquêter en collaboration avec la police danoise. Sa nouvelle collègue perd une jambe lorsque le domicile d'un ancien militaire explose.

#### Épisode / Afsnit / Avsnitt 2
Le prêtre qui maria un couple homosexuel est étranglé.

#### Épisode / Afsnit / Avsnitt 3
La quête du "frère" dénoncé par Morten Anker après avoir été abattu mène la paire suédo-danoise à Lukas Stenstrup, travailleur social et, à leur insu, chef de bande. Hans est retrouvé en vie, mais amputé d’une main et dans le coma. Saga s'entretient avec sa mère au commissariat et apprend que son père est mort. Rikard, l'homme de ménage de Lise, est identifié comme suspect ; Saga l'empêche d'assassiner Natalie Hanker.

#### Épisode / Afsnit / Avsnitt 4
L'épisode commence avec l'étouffement d'un vieil homme infirme par son fils (Claes), qui anime des séminaires d'épanouissement personnel. Le truand Lukas charge ses débiteurs de convoyer un sac en Suède, mais celui-ci est volé en route par les hommes de main du riche Freddie Holst. Rikard prend la fille de Lise en otage, mais il est maîtrisé par Saga. Tandis qu'il est en garde à vue, une nouvelle victime est retrouvée, la verge arrachée. Des clichés de la liaison entre la promotrice immobilière Anna et son jeune amant sont publiés. Le policier danois demande à Saga de se pencher sur une affaire qui signale sa femme et ses filles comme disparues, et lui laisse entendre que leur présence est purement imaginaire.

#### Épisode / Afsnit / Avsnitt 5
Après avoir répondu aux questions de la police en ce qui concerne le passage d'un camion de travail à travers le Pont, Lukas retourne au centre social, où un tueur invisible cherche à l'abattre. À l'hôpital, il affirme avoir déjà vu Henrik par le passé. Une image du camion prise à un péage montre un individu qui dissimule son visage sous une capuche. À la suite des questions d'un collègue à ce sujet, Lukas s'enfuit. Plus tard, cet ancien revendeur de drogue se rend à la maison de Henrik, ancien client, pour exiger d'être conduit en Allemagne, mais il est tué juste devant la voiture de Henrik.
La sœur de la dernière victime révèle qu'il avait commis des agressions sexuelles sur ses élèves.
Lors d’une visite à Hans, sa femme repère une brûlure dans sa bouche. Cette même marque sera trouvée sur deux autres victimes.
Les rapports entre Saga et la remplaçante de Hans (Linn) se font tendus. La mère de Saga revient au commissariat, s'entretient avec Linn, et accuse sa fille d'avoir poussé sa sœur au suicide.
Jeanette et son fiancé sont épiés dans leur nouvelle maison. Plus tard, Jeanette est enlevée par les mêmes hommes de main qui ont volé le sac, pour assurer, disent-ils, la santé de son futur bébé.
Anna appelle son jeune amant au téléphone pour lui dire qu'elle souhaite vivre avec lui, mais il s'est déjà tué.

#### Épisode / Afsnit / Avsnitt 6
Le mari d'Anna est trouvé mort dans un tonneau fracassé.
Un examen des marques sur les diverses victimes révèle des chiffres babyloniens qui semblent correspondre à une suite de chiffres et de lettres trouvée sur le frigo de Morten Anker.
Un conservateur d'art remarque des ressemblances entre la mise en scène des meurtres et certaines pièces de l'exposition organisée par Freddie Holst. Après son interrogatoire par le duo suédo-danois, on apprend que Holst avait trahi, sur le plan professionnel et personnel, son ancien partenaire commercial Claes. En outre, Henrik découvre un rapport entre Holst et Andersen T&L, l'entreprise où la première victime a été tuée. Sur le site, Henrik remarque un catalogue de jouets (les mêmes utilisés comme accessoires dans la première mise en scène) dont le formulaire de commande a été détaché. Kjell Sjöder, qui serait parti pour Singapour, est identifié comme l'acheteur probable.
La photographe qui a pris les clichés des amants est renvoyée. Plus tard, elle découvre que c’est Benjamin lui-même qui avait passé commande des clichés « volés ». À la fin de l'épisode, elle reçoit un texto anonyme lui proposant du travail.
Annika, entrepreneuse en pompes funèbres, remarque des signes d'étouffement criminel sur le corps du père de Claes. Forte de ces preuves, elle se met à le manipuler davantage et le contraint à dîner avec elle.
La mère de Saga est reçue par un assistant de Linn dans le cadre de son enquête. Le lendemain, Linn annonce à Saga que sa mère s'est tuée.
Saga reçoit un message de rendez-vous : tard le soir, elle se rend dans un cimetière désert — personne ne l'attend.
Alors qu'il rend visite à Jeanette, Marc est flanqué à la porte, mais Freddie lui offre une généreuse carotte pour s'éloigner pendant toute la durée de la grossesse. Marc joue aux cartes l'intégralité de cette somme, ainsi que la propriété de la maison que vient d'acheter Jeannette.
Saga rend visite à son confrère danois chez lui, où tous deux évoquent sa famille disparue.

#### Épisode / Afsnit / Avsnitt 7
Deux cambrioleurs font la découverte macabre de deux nouvelles victimes; cette fois encore, la mise en scène renvoie à une œuvre de la collection de Freddie Holst, titrée Cancel Christmas (Annuler le Noël). Les victimes, parents d'accueil, ont été écervelés.
En épiant le foyer Holst, Tina la photographe prend des clichés qui démontrent que la grossesse de Åsa, femme de Freddie, est fictive. Elle les envoie à l'adresse courriel de son employeur anonyme. Lorsqu'elle discute de cette mission avec un membre de l'équipe d'enquête, ils font le rapport entre l'adresse courriel et la suite de chiffres marqués sur les victimes.
Marc, sa nouvelle maison perdue au jeu, demande des fonds à Freddie. Ce dernier rachète la maison et l'offre à Jeanette.
Plus tard Marc vole une tablette dans une voiture jaune, soupçonnée d'être celle de Sjöder. Son propriétaire tue pour récupérer sa tablette, que les enquêteurs ont pu eux aussi géolocaliser et se lancent à sa poursuite.
Linn fait connaître à Saga que sa mère, au lieu de se tuer, a été la victime d'un meurtre. Un enquêteur interroge Saga à ce propos. Il semble de plus en plus clair qu'elle ait été la victime d'un coup monté de la part de sa mère amère.
Henrik remarque que le conservateur d'art est un ancien employé d'Andersen T&L, et il est également signalé comme un des enfants placés dans la famille d'accueil.
Hans reste dans un coma dépassé, selon les médecins, sans chance de se guérir.

#### Épisode / Afsnit / Avsnitt 8
Retrouvé blessé et étourdi, Emil Larsson passe du statut de suspect à celui de victime. Grâce aux pistes qu'il fournit, l'équipe d'enquête localise où il a été détenu, une maison qui appartient à quelqu'un placé dans la famille d'accueil en même temps qu'Emil : Annika Melander. Sur place ils trouvent les signes manifestes de son amour obsessionnel pour Claes et les preuves de son implication dans les meurtres.
L'affaire de la fausse grossesse est ébruitée. Tina rend à la police ses images de la mère porteuse. Jeanette prend la fuite mais est poursuivie par Freddie jusqu'à leur nouvelle maison. Là, il trouve Marc mort, mais Jeanette est ailleurs, ligotée sur un lit.
L'enquête sur la mort de la mère de Saga s'intensifie. Lillian et Saga rendent visite à Hans une dernière fois avant de le laisser mourir. Linn, la remplaçante de Hans, demande à Saga de prendre quelques jours de congé.

#### Épisode / Afsnit / Avsnitt 9
Le nouveau-né est arraché à Jeanette. Freddie et son aide réussissent à la localiser, toujours ligotée, seule et épuisée. Après avoir reçu une image de son fils, Freddie se rend à un rendez-vous, malgré les supplications de sa femme. Là, un landau au milieu d'une cour est mis à feu à distance, sans que le bébé soit dedans.
Rasmus, un collègue incompétent de la seconde saison, prend la place de Saga, qui est vite rappelée avec l'aggravation de la situation. Les enquêteurs dirigent leur attention vers Claes Sandberg et Annika Melander. Ce premier, en train d'enterrer son père, est injoignable, mais est ramené à Malmö plus tard. Or, il ne sait pas où se trouve Annika.
Saga et Henrik montrent les clichés de tous ceux qui ont rapport avec l'affaire à l'entourage de Freddie Holst. Le gardien reconnaît Morten Anker comme un vagabond qui a essayé d'entrer dans leur résidence il y a quelques mois à la recherche de son vrai père.
La paire suédoise-danoise s'entretient avec la veuve de Halle Anker. Ses propos laissent penser que le père d'un de ses enfants était en effet un donneur de sperme.
Annika Melander est retrouvée sans connaissance dans un entrepôt, dont un coin ressemble exactement à une chambre du foyer d'accueil.
Freddie reçoit encore un SMS, l'invitant à repartir trouver son fils. La police essaie de le suivre, mais il s'envole en hélicoptère. Il atterrit dans une zone industrielle apparemment déserte, jusqu'à ce qu'Emil sorte du hangar, portant le bébé, et qui salue Freddie par les mots Salut, papa.
Saga souffre toujours des pressions de l'enquête interne braquée sur elle.

#### Épisode / Afsnit / Avsnitt 10
Rasmus découvre le site où l'hélicoptère a atterri, essaie d'intervenir, mais est blessé par balles.
Emil emmène Freddie et le nouveau-né à Saltholm, une île dans le détroit entre Copenhague et la Suède. Saga et Henrik réussissent à cerner leur emplacement, suggéré par un tableau dans la chambre du foyer d'accueil. Freddie assomme Emil, essaie de fuir, mais est ramené par son ravisseur, qui le pend et se pend en même temps. La paire suédoise-danoise arrive juste à temps pour sauver les deux.
Le service médico-légal identifie un squelette déterré en Suède comme la femme de Henrik. Avec l'aide de Saga, il se lance dans une enquête sur sa disparition.

### Quatrième saison (2018): Bron |||| Broen
La quatrième et dernière saison de huit épisodes a été diffusée du 1er janvier au 19 février 2018 au Danemark sur DR1 et en Suède sur SVT24.

#### Synopsis
Une femme est retrouvée lapidée sous le pont. Elle avait refusé le visa de réfugié à un jeune Iranien homosexuel. En attente de son procès pour le meurtre de sa mère, Saga vit difficilement la routine de la prison. Henrik essaie de la faire sortir de sa léthargie en lui parlant du dossier.

## Autisme
L'inspectrice Saga Norén présente des traits autistiques et elle est perçue comme insensible.

## Diffusion internationale
| Pays / région | Depuis le         | Titre                           | Chaîne        |
| ------------- | ----------------- | ------------------------------- | ------------- |
| Norvège       |                   | Broen                           | NRK1          |
| Allemagne     | 18 mars 2012      | Die Brücke                      | ZDF           |
| Royaume-Uni   | 21 avril 2012     | The Bridge                      | BBC Four      |
| Pologne       | 2 mai 2012        | Most nad Sundem                 | Ale Kino+     |
| Brésil        | 13 août 2012      | The Bridge                      | Globosat      |
| Australie     | 5 septembre 2012  | The Bridge                      | SBS 2         |
| Israël        | 30 septembre 2012 |                                 | HOT           |
| Irlande       |                   | The Bridge                      | TG4           |
| Finlande      | 7 juillet 2013    | Silta                           | YLE TV1       |
| Islande       |                   |                                 | RUV           |
| France        | 6 janvier 2014    | Bron                            | Canal+ Séries |
| Canada        | 22 mai 2014       | Le Pont                         | ICI ARTV      |
| Italie        | 20 juin 2014      | The Bridge - La serie originale | Sky Atlantic  |
| Suisse        | 27 juin 2014      | Bron / Broen (The Bridge)       | RTS 1         |

La série est également disponible sur Netflix dans certains pays.

## Distinctions

### Nominations
- Crime Thriller Awards 2012 : meilleure actrice de série télévisée pour Sofia Helin
- Festival de télévision de Monte-Carlo 2012 : meilleure série internationale, meilleure série européenne, meilleure actrice de série télévisée pour Sofia Helin, meilleur acteur de série télévisée pour Kim Bodnia
- British Academy Television Awards 2013 : meilleure série internationale
- Crime Thriller Awards 2014 : meilleure série internationale
- Roberts 2014 : meilleure série télévisée danoise
- Roberts 2016 : meilleur acteur de série télévisée pour Thure Lindhardt, meilleure actrice de second rôle de série télévisée pour Sarah-Sofie Boussnina, meilleur acteur de second rôle de série télévisée pour Nicolas Bro, meilleure série télévisée danoise

### Récompenses
- Festival international des programmes audiovisuels de Biarritz 2012 : meilleure musique de série télévisée
- Crime Thriller Awards 2012 : meilleure série internationale
- Festival de télévision de Monte-Carlo 2014 : meilleur acteur pour Kim Bodnia
- Roberts 2014 : meilleure actrice de série télévisée pour Sofia Helin, meilleur acteur de série télévisée pour Kim Bodnia, meilleure actrice de second rôle de série télévisée pour Camilla Bendix

## Remakes

### Version américaine
En 2013, la chaîne américaine FX a commencé à diffuser en juin 2013 The Bridge, qui se déroule entre les États-Unis et le Mexique.

### Version franco-britannique
En 2013, la chaîne française Canal+ et la chaîne britannique Sky Atlantic ont commencé à diffuser Tunnel (ou The Tunnel), se déroulant dans le tunnel sous la Manche.

### Version estonien-russe
En 2018, la chaîne russe NTV a commencé à diffuser en mai 2018 The Bridge (ou Мост / Sild), qui se déroule entre Russie et Estonie.

### Version malaiso-singapourienne
En 2018, la chaîne malaisienne NTV7 diffuse en novembre 2018 The Bridge, qui se déroule entre Malaisie et Singapour.

### Version austro-allemand
En janvier 2019, la chaîne allemande Sky 1 commence à diffuser Pagan Peak (Das Pass), qui se déroule en Allemagne et en Autriche.
Sans reprendre le scénario de la saison 1 de The Bridge, la série Die Toten vom Bodensee (en français Meurtres en eaux troubles) reprend (en 2014) le principe d'une équipe binationale, composée d'un policier allemand et d'une policière autrichienne, qui mènent ensemble, aux alentours du Lac de Constance, des enquêtes de part et d'autre de la frontière.